# Perfect Education 3
Perfect Education 3 (Jin shi pei yu, xiang gang qing ye) è un film del 2002 diretto da Sam Leong. In Giappone è noto come Kanzen-naru shiiku - Honkon jô yoru (完全なる飼育 香港情夜? lett. "L'educazione completa - Notte d'amore a Hong Kong"). È il terzo capitolo della serie di The Perfect Education.

## Trama
Durante una gita scolastica ad Hong Kong, Ai, una delle studentesse, lascia il gruppo e prende un taxi per avventurarsi da sola nella città. Il tassista, il solitario Bo, decide di rapirla e la rinchiude in uno stanzino. Nei giorni successivi, Bo si limita a nutrire la ragazza senza toccarla ne tantomeno abusare di lei; Ai capisce di non essere stata rapita da un malintenzionato ed arriva a comprendere la solitudine di Bo ed a provare affetto per lui.

## Seguiti
- Perfect Education 4: Secret Basement (Kanzen-naru shiiku - Himitsu no chika-shitsu), regia di Toshiyuki Mizutani (2003)
- Perfect Education 5: Amazing Story (Kanzen-naru shiiku - Onna rihatsushi no koi), regia di Masahiro Kobayashi (2003)
- Perfect Education 6 (Kanzen naru shiiku - Akai satsui), regia di Kōji Wakamatsu (2004)
- Perfect Education: Maid, for You (Kanzen-naru shiiku - Meido, for you), regia di Kenta Fukasaku (2010)
- TAP: Perfect Education (TAP 完全なる飼育, TAP Kanzen-naru shiiku), regia di Kazuki Katashima (2013)
- Perfect Education: étude (完全なる飼育 étude, Kanzen-naru shiiku - étude), regia di Takuya Kato (2020)